# Marshall Fixman
Marshall Fixman (* 21. September 1930 in St. Louis; † 27. Februar 2016 in Loveland (Colorado)) war ein US-amerikanischer theoretischer Chemiker, der wichtige Beiträge auf dem Gebiet der statistischen Mechanik von Fluiden und zur Polymerphysik leistete.

## Leben und Wirken
Marshall Fixman studierte ab 1947 zunächst an der Washington University in St. Louis und dann am Massachusetts Institute of Technology, wo er bei Walter H. Stockmayer arbeitete, mit dem er Anfang der 1950er Jahre seine erste theoretische Arbeit zur Polymerphysik publizierte und 1954 mit der Arbeit Statistical theory of dilute polymer solutions and application to styrene-methylmethacrylate copolymer promoviert wurde. Anschließend war er bis 1954 an der Yale University Postdoc bei John G. Kirkwood. In dieser Zeit entstanden Arbeiten zur statistisch-mechanischen Theorie von Transportprozessen. Von 1954 bis 1956 absolvierte er seinen Dienst bei der US-Army. Nach seinem Armeedienst war er kurzzeitig an der Harvard University und dann einige Jahre am Mellon Institute in Pittsburgh beschäftigt, das vom späteren Nobelpreisträger Paul Flory geleitet wurde. 1961 wurde er ordentlicher Professor am Department of Chemistry der University of Oregon und Leiter des neu gegründeten Institute of Theoretical Science. In dieser Zeit fand er einen neuen Zugang zur theoretischen Beschreibung der Transporteigenschaften von Fluiden in der Nähe ihrer kritischen Punkte. Diese Theorie wurde später von Kyozi Kawasaki sowie von Leo Kadanoff und Jack Swift  neu formuliert und als Theorie gekoppelter Moden  (mode-coupling theory) bekannt.
1965 ging er als Sloan Visiting Professor an die Harvard University. Noch im gleichen Jahr erhielt er einen Ruf an die Yale University, wo er bis 1979  einen Lehrstuhl für Chemie hatte. In dieser Zeit arbeitete er mit seinen Mitarbeitern speziell zur Theorie von Polyelektrolyten sowie zur Theorie von diffusionskontrollierten Reaktionen (diffusion-controlled reactions). 1979 ging er an das Department of Chemistry der Colorado State University, wo er bis zu seiner Emeritierung tätig war. Er veröffentlichte, häufig auch als Einzelautor, zahlreiche Arbeiten zur Flüssigkeitstheorie und zu neuen Methoden der numerischen Simulation von Polymerlösungen.
Fixman erhielt zahlreiche Ehrungen und Auszeichnungen. 1961 wurde er Sloan Research Fellow und 1962 Fellow der American Physical Society. 1970 wurde er in die American Academy of Arts and Sciences aufgenommen. 1973 wurde er zum Mitglied der National Academy of Sciences gewählt. 1964 erhielt er den American Chemical Society Award in Pure Chemistry, 1980 den Polymer Physics Prize der American Physical Society für seine fundamentalen Beiträge zur statistischen Mechanik von Polymeren im Zustand des Gleichgewichts und Nichtgleichgewichts und 1991 den ACS Award in Polymer Chemistry. 1989 wurde er Fellow der American Association for the Advancement of Science.
Fixman war mit der Physikochemikerin Branka M. Ladanyi verheiratet, die ebenfalls an der Colorado State University arbeitete und am 30. Januar 2016 starb.